# Rögling

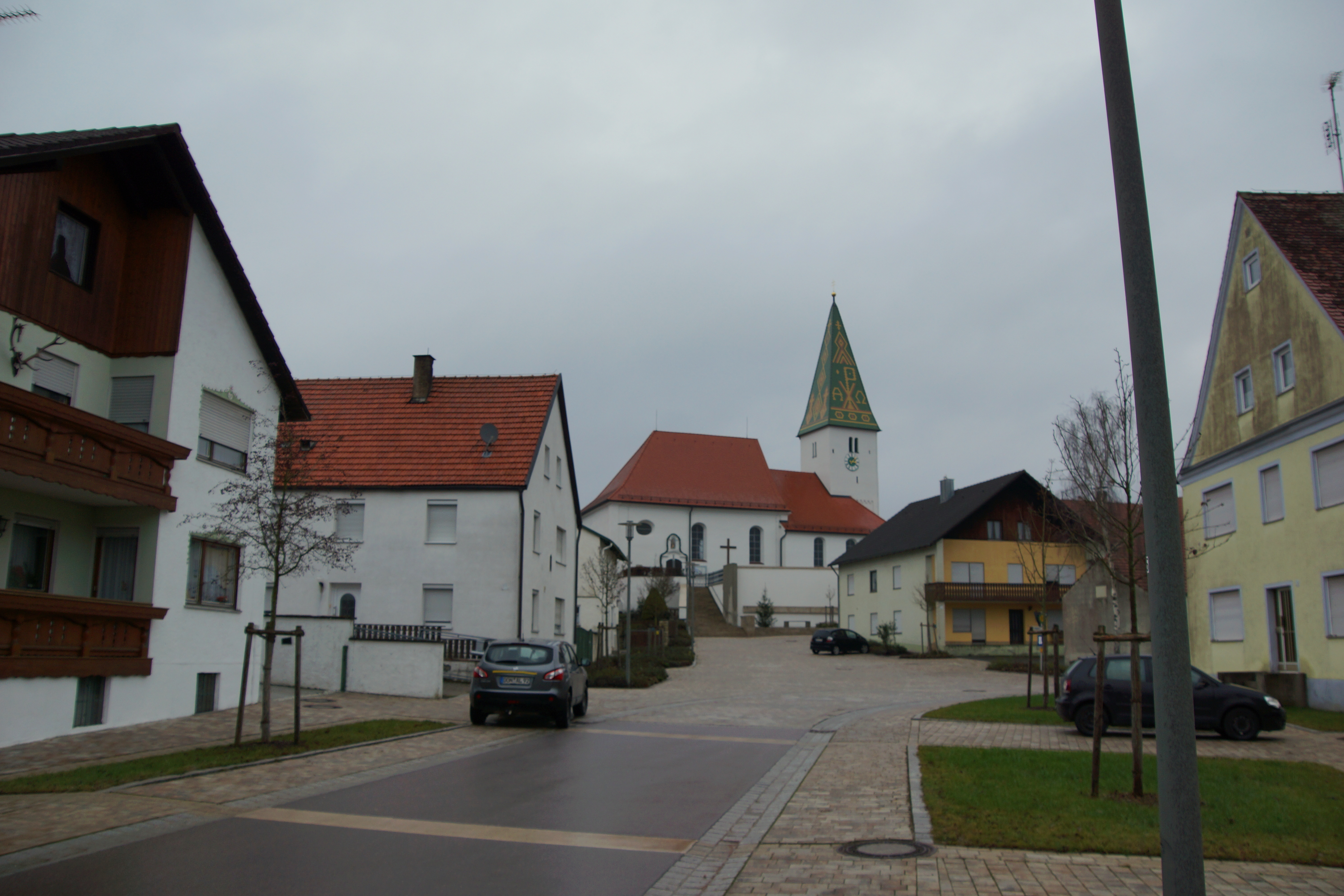
Gemeinde Rögling

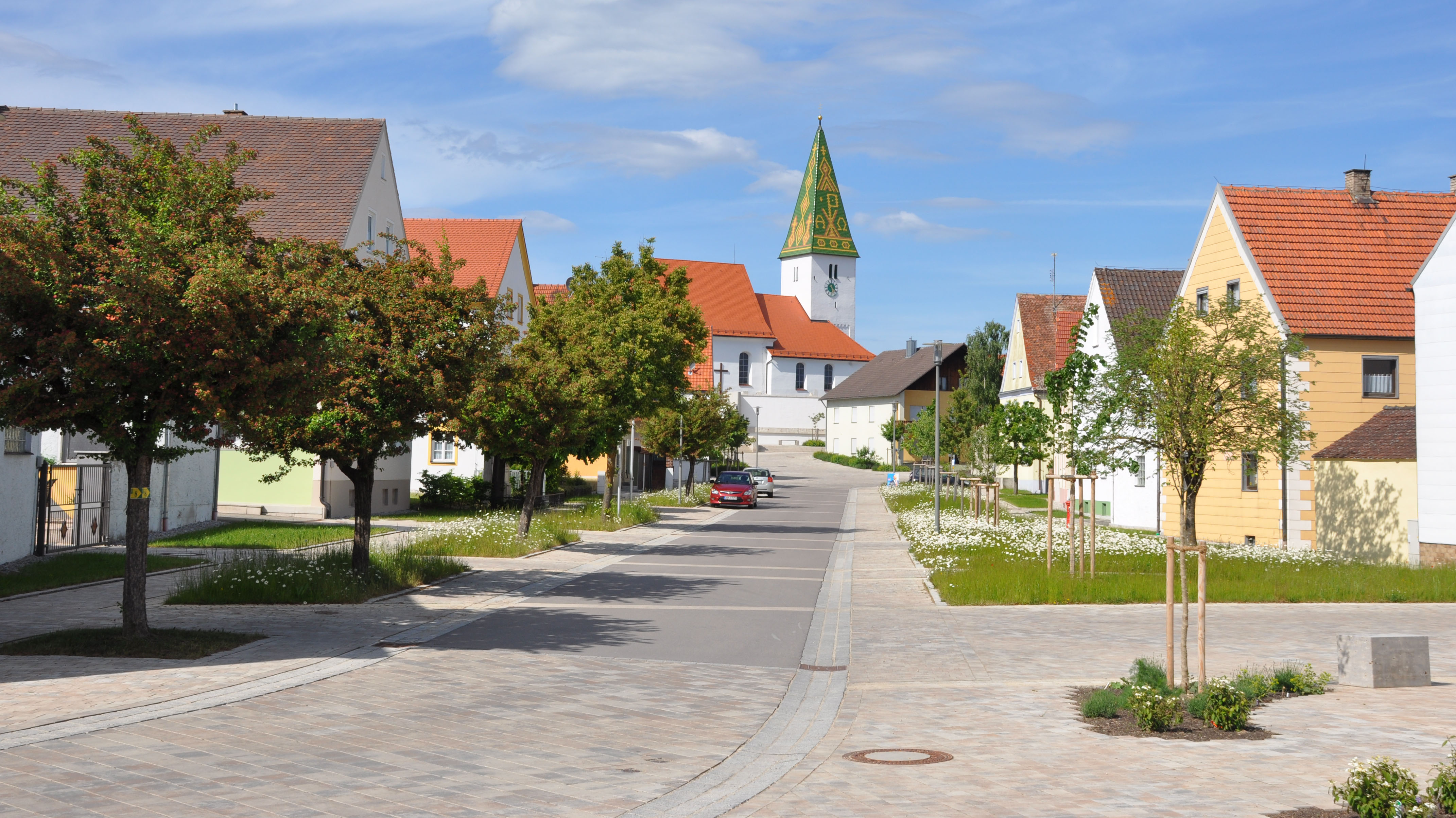
Rögling nach der Dorferneuerung

Rögling ist eine Gemeinde im schwäbischen Landkreis Donau-Ries. Die Gemeinde ist Mitglied der Verwaltungsgemeinschaft Monheim.

## Geografie
Rögling liegt in der Planungsregion Augsburg im Norden des Landkreises Donau-Ries. Es existiert nur die Gemarkung Rögling und es gibt außer dem Pfarrdorf keine weiteren Gemeindeteile. Nördlich liegt das Röglinger Tal.

## Geschichte

### Bis zur Gemeindegründung
Rögling gehörte seit 1505 zum Herzogtum Neuburg-Sulzbach und dessen Gericht Graisbac. Im Jahre 1550 lebten im Ort 300 Personen, nach Abzug der Schweden 1638 blieben noch neun Menschen – dem Hungertod nahe – übrig. Seit 1777 war das Gebiet Teil des Kurfürstentums Bayern. Die Entwicklung des Ortes ist durch das Nadlerhandwerk geprägt, welches den Ort zur Blüte führte. Im 17. und 18. Jahrhundert wurden Röglinger Nadeln weltweit verkauft. Noch im Jahr 1805 zählte man in Rögling über 100 Nadlermeister; in der Folgezeit aber starb dieses Handwerk infolge technischer Neuentwicklungen rasch aus. Neue Arbeitsplätze gab es in den nahe gelegenen Solnhofener Lithographiesteinbrüchen.
In den Jahren von 1964 bis 1972 wurden die Wasserversorgung und Kanalisation angelegt sowie eine Flurbereinigung durchgeführt.

### Einwohnerentwicklung
Zwischen 1988 und 2018 sank die Einwohnerzahl von 681 auf 653 um 28 Einwohner bzw. um 4,1 %.
- 1961: 682 Einwohner
- 1970: 714 Einwohner
- 1987: 676 Einwohner
- 1991: 682 Einwohner
- 1995: 694 Einwohner
- 2000: 696 Einwohner
- 2005: 657 Einwohner
- 2010: 643 Einwohner
- 2015: 637 Einwohner

## Politik
Zum Ersten Bürgermeister wurde am 15. März 2020 Isidor Auernhammer (Arbeitereinigkeit) gewählt. Er war einziger Bewerber, seine Amtszeit begann am 1. Mai 2020. Vorgängerin war Maria Mittl (Bürgergem. Arbeitereinigkeit), im Amt von Mai 2008 bis April 2020. 
Da nur die „Bürgergemeinschaft / Arbeitereinigkeit Rögling“ einen Wahlvorschlag einreichte, besetzt sie gemäß Mehrheitswahl alle acht Gemeinderats-Sitze.

## Wappen
| Wappen Gde. Rögling | Blasonierung: „In Schwarz eine aufrechte, gebogene goldene Sacknadel, der ein von Rot und Silber geschachter Schrägbalken unterlegt ist.“ |
| Wappen Gde. Rögling | Wappenführung seit 1963. |

## Bauwerke
- Katholische Pfarrkirche St. Peter und Paul

## Wirtschaft und Infrastruktur

### Wirtschaft einschließlich Land- und Forstwirtschaft
Die Gemeindesteuereinnahmen betrugen im Jahr 2017 rund 484.000 €, davon waren 73.000 € (netto) Gewerbesteuereinnahmen. Haupteinnahmequelle war der Gemeindeanteil an der Einkommensteuer mit 356.000 €.
2017 gab es nach der amtlichen Statistik im Ort 39 sozialversicherungspflichtige Beschäftigte. Sozialversicherungspflichtig Beschäftigte am Wohnort gab es insgesamt 281, so dass die Zahl der Auspendler um 242 höher war als die der Einpendler. Arbeitslos waren 6 Einwohner.
2016 bestanden nur noch 6 landwirtschaftliche Betriebe (1999: 14). Im gleichen Jahr betrug die landwirtschaftlich genutzte Fläche 322 ha, davon waren 209 ha Ackerfläche und 113 ha Dauergrünfläche.

### Bildung
Im Jahre 2018 gab es eine Kindertageseinrichtung mit 30 Plätzen und 28 Kindern, davon 2 unter drei Jahren.

## Persönlichkeiten
- Alfred Böswald (1931–2018), Historiker, Kommunalpolitiker und Oberbürgermeister
- Marco Schuster (* 1995), Fußballspieler